# Uele
Uele  je rijeka u Demokratskoj Republici Kongo,  duga 1170 km,  koja zajedno s rijekom Mbomou čini rijeku Ubangi, najveću desnu pritoku rijeke Kongo. 

## Zemljopisne osobine
Uele izvire na obroncima Plavih planina nedaleko od Albertovog jezera u Demokratskoj Republici Kongu kao Kibali. Nakon izvora rijeka teče u smjeru sjeverozapada do grada Dungu gdje prima svoju najveću pritoku Dungu. Tek nakon toga zove se Uele, i nakon toga rijeka teče u istom smjeru do grada Yakoma, gdje se spaja s rijekom Mbomou i čini rijeku Ubangi, najveću desnu pritoku Konga.
Uele ima porječje veliko oko 139 700 km², koje se proteže preko sjeverozapada Demokratske Republike Konga. 
Najviši vodostaj rijeka ima od ožujka do listopada.

## Povezane stranice
- Popis najdužih rijeka na svijetu

## Vanjske poveznice
- Uele na portalu Nature Conservancy and World Wildlife Fund  Arhivirana inačica izvorne stranice od 15. lipnja 2012. (Wayback Machine) (engl.)